# 凯拉·罗斯
凯拉·罗斯（英語：Kyla Ross，1996年10月24日—），美国女子竞技体操运动员，2012年夏季奥运会女子团体全能金牌得主、2013年世界竞技体操锦标赛女子个人全能、女子高低杠和女子平衡木银牌得主、2014年世界竞技体操锦标赛女子团体全能金牌得主和女子个人全能铜牌得主。